# 759
Évszázadok: 7. század – 8. század – 9. század
Évtizedek: 700-as évek – 710-es évek – 720-as évek – 730-as évek – 740-es évek – 750-es évek – 760-as évek – 770-es évek – 780-as évek – 790-es évek – 800-as évek
Évek: 754 – 755 – 756 – 757 –  758 – 759 – 760 – 761 – 762 – 763 – 764

## Események

### Európa
- V. Kónsztantinosz bizánci császár újabb támadást intéz a bolgárok ellen, de a Riski-hágónál súlyos vereséget szenved. A bolgárok nem tudják kiaknázni a győzelmüket.
- Miután az andalúziai belharcok miatt nem kapnak több utánpótlást a tengeren át, a frankok által 752 óta ostromzár alatt tartott Narbonne arab védői kapitulálnak. Közel fél évszázad után a muszlimok végleg elveszítik Septimania fölötti uralmukat és visszahúzódnak az Ibériai-félszigetre. Narbonne-t korábbi kormányzója, a vizigót Miló gróf kapja vissza.
- Az előző évben trónra került Oswulf northumbriai királyt saját testőrei meggyilkolják. A koronát az az Æthelwald Moll főúr szerzi meg, aki valószínűleg a gyilkosság mögött állt.
- Desiderius longobárd király társuralkodóvá nevezi ki fiát, Adalgist.

### Abbászida Kalifátus
- Al-Manszúr kalifa sereget küld a Kaszpi-tenger déli partvidékén fekvő Tabarisztánba, hogy megbüntesse a 755-ös Szunpadh-féle felkelést támogató fejedelmét.

### Kelet-Ázsia
- An Csing-hszü, a lázadó Jen-dinasztia császára hadvezére, Si Szi-ming segítségével megfutamítja az őt Jecseng városába beszorító Tang-sereget. Röviddel később Si Szi-ming meggyilkolja a "császárt" és maga foglalja el a helyét a felkelés élén. Sikerül ismét elfoglalnia a régi fővárost, Lojangot, de ezután patthelyzet alakul ki közte és a Tang-dinasztia között.
- Ótomo no Jakamocsi összeállítja a Manjósút, a japán klasszikus vaka versek első antológiáját.
- A visszavonuló Csien-csen szerzetes Narában megalapítja a Tósódai-dzsi buddhista templomot.

## Születések
- Sztudita Szent Theodórosz, bizánci szerzetes, teológus

## Halálozások
- július 24. – Oswulf, northumbriai király
- Szent Otmár, alemann szerzetes
- Vang Vej, kínai költő és festő

## Fordítás
- Ez a szócikk részben vagy egészben  a(z)   759 című angol Wikipédia-szócikk ezen változatának fordításán alapul.  Az eredeti cikk szerkesztőit annak laptörténete sorolja fel. Ez a jelzés csupán a megfogalmazás eredetét és a szerzői jogokat jelzi, nem szolgál a cikkben szereplő információk forrásmegjelöléseként.